# Generations Lost
«Generations Lost» (укр. Втрачені покоління) — це платформна гра, випущена для Sega Genesis у 1994 році компанією Time Warner Interactive.
Дизайнер Брюс Стрейлі описав гру як клон «Людей Ікс» 1993 року (над якими працювали він та інші співробітники Pacific Softscape), після того як Pacific Softscape не зміг отримати права на франшизу «Люди Ікс» для розробки продовження.

## Сюжет

Знімок екрану відеогри Generation Lost, на якому зображений перший рівень

Гравець бере на себе роль юнака на ім'я Монобе, який шукає минуле свого народу. Монобе завжди хотів знати походження і долю свого народу. Старійшина племені розповідає йому про давні історії та дає набір технологічно складних обладунків і рукавицю, яка виділяє дивну енергію. Він залишає своїх людей і блукає джунглями та храмами. Його пристрої дозволяють йому орієнтуватися, щоб уникати небезпек і зупиняти небезпечних ворогів. По дорозі він повинен використовувати рукавицю, щоб відкрити двері та отримати доступ до різних областей ландшафту, які стають все більш футуристичними та індустріальними.
Монобе виявляє, що цей «світ», на якому живуть він та його люди, — це не планета, а корабель поколінь, надісланий із Землі (через Місячну колонію) у травні 2037 року. Його метою було колонізувати світ під назвою «Надія», вихід на орбіту якого очікувався у 2385 році. Корабель, що має назву «Спадщина» був розроблений для підтримки 20 поколінь колоністів. Відкриття Монобе було зроблено в серпні 2671 року. Порушення протоколу на борту судна протягом багатьох поколінь означало, що ключові системи не підтримувалися, а системи автоматичного спуску, які б безпечно спустили корабель на поверхню планети «Надія», не були задіяні вчасно, тому корабель залишався на орбіті більше 200 років після прибуття, а мешканці не знали, що їм потрібно висадитися на човниках до планети внизу.

## Ігровий процес
Монобе має пристрій, що встановлюється на руку, під назвою «e-rad» та обладунками, що вважаються «магічною бронею». Ці пристрої дозволяють Монобе проєктувати енергетичні болти та створювати енергетичні мотузки, на яких можна гойдатися, на додаток до базових навичок бою, бігу, стрибків та перекочування.

## Прийом та критика
GamePro прокоментували, що «Фани Flashback або Blackthorne одразу зрозуміють принципи цієї гри та пройдуть її. „Втрачені покоління“ слід було назвати втраченою уявою». Вони також скаржилися на декілька незначних проблем, таких як жорсткі рухи персонажа гравця, загальна музика та відсутність босів.
Electronic Gaming Monthly поставив грі 6,4 з 10. Незважаючи на те, що вони скаржилися на дещо неточні елементи керування та поривчасте прокручування, вони дійшли висновку, що «Якщо вам подобаються такі ігри, як Another World і Blackthorne, то ця гра вам точно сподобається»